# Copiii refugiați
Aproape jumătate din toți refugiații la nivel mondial sunt copii și aproape unul din trei copii care trăiesc în afara țării lor natale este refugiat. Aceste cifre includ copiii al căror statut de refugiat a fost confirmat oficial, precum și copiii aflați în situații asemănătoare refugiaților.
Pe lângă faptul că se confruntă cu amenințarea directă a violenței care rezultă din conflict, copiii strămutați forțat se confruntă și cu diverse riscuri pentru sănătate, precum: focare de boli infecțioase și traume psihologice pe termen lung, acces limitat la apă și canalizare, la hrană corespunzătoare, la îngrijire medicală și programe regulate de vaccinare. Copiii refugiați, în special cei fără documente și cei care călătoresc singuri, sunt, de asemenea, vulnerabili la abuz și exploatare. Deși multe comunități din întreaga lume i-au primit și i-au acceptat, copiii strămutați forțat și familiile lor se confruntă adesea cu discriminare, sărăcie și marginalizare socială în țările lor de origine, de tranzit și de destinație. Barierele lingvistice și barierele legale din țările de tranzit și de destinație împiedică adesea copiii refugiați și familiile acestora să aibă acces la educație, asistență medicală, protecție socială și alte servicii. Pe lângă aceste aspecte, multe țări de destinație nu au sprijin intercultural și politici de integrare socială. Astfel de amenințări la adresa siguranței și bunăstării sunt amplificate pentru copiii refugiați cu dizabilități. Studiile efectuate de Înaltul Comisariat al Națiunilor Unite pentru Refugiați arată că doar jumătate din toți copiii refugiați de vârstă școlară elementară merg la școală. În mod similar, în rândul copiilor de vârstă gimnazială, doar 22% dintre copii merg la școală. Din păcate, acest lucru culminează cu o rată de acces la învățământul superior de doar 1% dintre toți refugiații. În plus, de multe ori școlile din America de Nord nu au resursele necesare pentru a sprijini copiii refugiați. 

## Ocrotire legală
Convenția asupra drepturilor copilului, cel mai larg ratificat tratat privind drepturile omului din istorie, include patru articole care sunt deosebit de relevante pentru copiii implicați sau afectați de strămutarea forțată:
- principiul non-discriminării (articolul 2)
- devotamentul față de interesul superior al copilului (articolul 3)
- dreptul la viață, supraviețuire și dezvoltare (articolul 6)
- respectul pentru punctele de vedere ale copilului (articolul 12)

Statele părți la Convenție sunt obligate să respecte articolele de mai sus, indiferent de statutul de migrație al copilului. În noiembrie 2005, un total de 192 de țări au devenit state părți la convenție. Somalia și Statele Unite sunt singurele două țări care nu l-au ratificat.
Convenția privind statutul refugiaților adoptată la Geneva de ONU în 1951 este un cod juridic cuprinzător și rigid, care reglementează drepturile refugiaților la nivel internațional și, de asemenea, definește în ce condiții o persoană ar trebui să fie considerată refugiat și astfel să poată beneficia de aceste drepturi. Convenția oferă protecție persoanelor strămutate forțat care au suferit persecuții sau torturi în țările lor de origine. Pentru țările care au ratificat-o, Convenția servește adesea ca bază principală pentru determinarea statutului de refugiat, însă unele țări utilizează și alte definiții ale refugiaților, astfel că au acordat statutul de refugiat și în condițiile în care nu se bazează exclusiv pe persecuție. De exemplu, Uniunea Africană a convenit asupra unei definiții în Convenția privind refugiații din 1969, care cuprinde și persoanele afectate de agresiune externă, ocupație, dominație străină și evenimente care tulbură grav ordinea publică. Africa de Sud a acordat statutul de refugiat mozambicanilor și zimbabweenilor în urma prăbușirii economice din țărilor lor de origine.
Alte instrumente juridice internaționale pentru protecția copiilor refugiați includ două dintre protocoalele care completează Convenția ONU împotriva criminalității transnaționale organizate, în care se se face referire la migrația copiilor:
- Protocolul pentru prevenirea, reprimarea și pedepsirea traficului de persoane, în special de femei și copii;[16]
- Protocolul împotriva traficului ilegal de migranți pe cale terestră, a aerului și pe mare.[17]

În plus, Convenția internațională privind protecția drepturilor tuturor lucrătorilor migranți și a membrilor familiilor acestora se referă și la drepturile copiilor lucrătorilor migranți, atât în situații normale, cât și în situații speciale, pe parcursul întregului proces de migrație.

## Etapele experienței de refugiat
Procesul prin care trece un refugiat poate fi clasificat în trei etape ale migrației: experiențe în țara de origine (pre-migrație), experiențe de tranzit (transmigrare) și experiențe în țara gazdă (post-migrație). Cu toate acestea, marea majoritate a refugiaților nu ajung în noile țări gazdă și rămân în stadiul de transmigrare, trăind în tabere de refugiați sau în centre urbane unde așteaptă să se poată întoarce acasă.

### Etapa din țara de origine (pre-migrare)
Etapa pre-migrație se referă la experiențele din țara de origine care au dus inclusiv la decizia de a fugi. Experiențele dinaintea migrației includ provocările și amenințările cu care se confruntă copiii și care îi determină să caute refugiu în altă țară. Copiii refugiați migrează, fie cu familiile lor, fie neînsoțiți, din cauza fricii de persecuție pe baza apartenenței la un anumit grup social sau din cauza amenințării căsătoriei forțate, muncii forțate sau conscrierii în forțele armate. Alții pleacă pentru a scăpa de foamete sau pentru a obține siguranța și securitatea lor și a familiilor lor, departe de război sau alte conflicte interne. Un raport din 2016 al UNICEF a constatat că, până la sfârșitul anului 2015, după cinci ani de conflict deschis în Republica Arabă Siriană, 4,9 milioane de sirieni, dintre care jumătate copii, au fost forțați să părăsească țara. Același raport a arătat că, până la sfârșitul anului 2015, 2,7 milioane de afgani au fost forțați să treacă dincolo de granițele țării după mai bine de zece ani de conflict armat în Afghanistan; jumătate dintre refugiații din Afganistan erau copii. În timpul războiului, pe lângă faptul că sunt expuși violenței, mulți copii sunt răpiți și obligați să devină soldați.:p.1 Potrivit unei estimări, 12.000 de copii refugiați au fost recrutați în grupurile armate din Sudanul de Sud. Războiul în sine devine adesea o parte semnificativă a identității copilului, ceea ce face ca reintegrarea lui socială să fie dificilă odată ce a fost îndepărtat din mediul instabil.:p.3
Exemple de experiențe ale copiilor înainte de migrare:
- Unii copii refugiați sudanezi au raportat că fie au experimentat personal, fie au asistat la evenimente potențial traumatice înainte de plecarea din țara lor de origine, în timpul atacurilor armatei sudaneze din Darfur. Aceste evenimente au fost cazuri de violență sexuală, precum și de persoane bătute, împușcate, legate, înjunghiate, sugrumate, înecate și răpite.[26]
- Unii copii refugiați din Myanmar care au ajuns în Australia au suferit traume severe înainte de migrare, cum ar fi lipsa hranei, a apei și a adăpostului, separarea forțată de membrii familiei, uciderea familiei sau a prietenilor, răpiri, abuz sexual și tortură.[4]
- În 2014, președintele Republicii Honduras a mărturisit în fața Congresului Statelor Unite ale Americii că mai mult de trei sferturi dintre copiii migranți neînsoțiți din Honduras provin din cele mai violente orașe ale țării.[27] De fapt, 58% dintre cei 404 copii neînsoțiți și separați de familiile lor, care au fost intervievați de Agenția ONU pentru Refugiați, UNHCR, cu privire la călătoria lor în Statele Unite, au indicat că au fost strămutați forțat din casele lor pentru că fie au fost răniți, fie au fost amenințați.[28]

În general, copiii pot traversa granițele și din motive economice, cum ar fi pentru a scăpa de sărăcie și de privațiuni sociale, sau unii copii pot face acest lucru pentru a se alătura altor membri ai familiei deja stabiliți într-un alt stat. Dar natura involuntară a plecării refugiaților este cea care îi deosebește de alte grupuri de migranți care nu au suferit deplasări forțate. Refugiații, și cu atât mai mult copiii lor, nu sunt pregătiți nici din punct de vedere psihologic, nici pragmatic pentru mișcarea și tranziția rapidă care rezultă din evenimente mai presus de capacitatea lor de control. Orice formă directă sau asistată de violență și abuz sexual poate caracteriza experiențele copiilor refugiați înainte de migrare.

### Etapa de tranzit (transmigrare)
Etapa de transmigrare se referă la relocarea fizică a refugiaților. Acest proces include călătoria între țările de origine și țările gazdă și implică adesea o perioadă petrecută într-o tabără de refugiați. Copiii pot suferi experiențe traumatizante în timpul transferării lor în țara gazdă, precum arest, detenție, agresiune sexuală și tortură. Copiii, în special cei care călătoresc singuri sau sunt separați de familiile lor, sunt susceptibili de a se confrunta cu diverse forme de violență și exploatare pe parcursul perioadei de transmigrare. Experiența de a călători dintr-o țară în alta este mult mai dificilă pentru femei și copii, deoarece sunt mai vulnerabili la atacurile și exploatarea de către persoanele pe care le întâlnesc la graniță și în taberele de refugiați.

#### Traficul de persoane
Traficul de persoane, în care un contrabandist mută ilegal un migrant într-o altă țară, este o problemă generalizată pentru copiii care călătoresc atât cu familiile lor, cât și fără acestea. În timp ce fug din țara de origine, mulți copii neînsoțiți ajung să călătorească cu traficanți care ar putea încerca să-i exploateze ca forță de muncă. Traficul sexual este mai răspândit în Europa și Asia Centrală, în timp ce în Asia de Est, Asia de Sud și în zona Pacificului este mai răspândit traficul de persoane ca forță de muncă.
Mulți copii neînsoțiți care fug din zonele de conflict din Moldova, România, Ucraina, Nigeria, Sierra Leone, China, Afganistan sau Sri Lanka sunt exploatați sexual.:p.9 Grupurile deosebit de vulnerabile includ fetele care aparțin gospodăriilor monoparentale, copiii neînsoțiți, copiii din gospodăriile pe care le conduc singuri, orfanii, fetele care au practicat prostituția pe stradă și fetele ale căror mame au făcut acest lucru. În timp ce băieții refugiați au fost identificați ca fiind principalele victime ale exploatării pe piața muncii, fetele refugiate cu vârsta cuprinsă între 13 și 18 ani au fost principalele ținte ale exploatării sexuale. A crescut, mai ales, numărul de fete și tinere nigeriene aduse în Italia pentru exploatare: s-a raportat că 3.529 de femei nigeriene, printre care minore, au sosit pe mare între ianuarie și iunie 2016. Odată ajunse în Italia, aceste fete au lucrat în condiții de sclavie, pentru perioade de obicei cuprinse între trei și șapte ani.

#### Detenție
Copiii pot fi deținuți în închisori, unități militare, centre de detenție pentru imigranți, adăposturi sociale sau centre educaționale. În timpul detenției, copiii migranți sunt privați de o serie de drepturi, precum dreptul la îngrijire medicală fizică și mintală, intimitate, educație și relaxare. Multe țări nu prevăd un termen legal de detenție, astfel că unii copii rămân încarcerați pentru perioade de timp nedeterminate. Există cazuri în care copiii sunt încarcerați alături de adulți și li se aplică același tratament dur, adresat adulților, fără nicio deosebire.
În Africa de Nord, copiii care călătoresc fără statut legal sunt adesea supuși unor perioade prelungite de detenție pentru imigranți. Copiii aflați în detenție administrativă în Palestina beneficiază doar de o cantitate limitată de educație, iar cei din centrele de interogatoriu nu primesc deloc educație. În două dintre închisorile vizitate de organizația Defence for Children International din Palestina, s-a constatat că educația se rezumă la două ore pe săptămână. De asemenea, copiii deținuți administrativ din Palestina nu primesc suficientă hrană pentru a-și satisface cerințele nutriționale zilnice.
Cazuri documentate de detenție a copiilor sunt disponibile pentru mai mult de 100 de țări, de la națiunile cu cele mai mari venituri la națiunile cu cele mai mici venituri. Totuși, un număr tot mai mare de țări, inclusiv Panama și Mexic, interzic detenția copiilor migranți. Și Yemenul a adoptat o abordare centrată pe comunitate, folosind case sociale alternative pentru grupuri mai mici de copii refugiați și solicitanți de azil, ca o modalitate de detenție mai adecvată vârstei. În Statele Unite, copiii neînsoțiți sunt plasați în „adăposturi pentru copii” pentru încălcări ale condițiilor de imigrație, mai degrabă decât în centre de detenție pentru minori. Cu toate acestea, această schimbare nu a pus capăt în totalitate practicii detenției administrative. Deși Consiliul Europei își asumă angajamentul de a pune capăt detenției copiilor în scopuri de control al migrației, copiii migranți sau solicitanți de azil și familiile lor trec adesea prin experiențe de detenție care intră în conflict cu angajamentele internaționale.

#### Tabere de refugiați
Unele tabere de refugiați funcționează la niveluri sub standardele acceptabile de sănătate a mediului; cel mai des întâlnite probleme sunt supraaglomerarea și lipsa rețelelor de apă reziduală și a sistemelor de canalizare.
Dificultățile din taberele de refugiați pot contribui la simptome grave după plecarea unui copil refugiat din tabără. Un număr mic de copii și adolescenți refugiați cubanezi, care au fost reținuți într-o tabără de refugiați, au fost evaluați la câteva luni după eliberare și s-a constatat că 57% prezentau simptome de tulburare de stres posttraumatic (PTSD), de la moderate până la severe. Fetele neînsoțite din taberele de refugiați se pot confrunta, de asemenea, cu hărțuirea sau atacul din partea gardienilor din lagăr ori a colegilor refugiați. Pe lângă infrastructura precară și serviciile de sprijin limitate, există câteva tabere de refugiați care pot constitui un pericol pentru copiii și familiile refugiaților prin adăpostirea membrilor forțelor armate. De asemenea, în unele tabere de refugiați, forțele miliției pot încerca să recruteze și să răpească copii.

### Etapa din țara gazdă (post-migrare)
A treia etapă, care cuprinde experiențele trăite în țara gazdă, constă în integrarea refugiaților în cadrul social, politic, economic și cultural al societății țării gazdă. Perioada post-migrație presupune adaptarea la o nouă cultură și redefinirea identității și a locului cuiva în noua societate. Acest stres poate fi exacerbat atunci când copiii ajung în țara gazdă și se așteaptă de la ei să se adapteze rapid la un mediu nou și necunoscut.
Doar o mică parte din cei refugiați călătoresc mai departe în noi țări gazdă și li se permite să înceapă o nouă viață acolo. Majoritatea refugiaților rămân în tabere sau în centre urbane și așteaptă să se poată întoarce acasă. Pentru cei care încep o nouă viață într-o țară nouă, există două opțiuni:

#### Solicitarea de azil
Solicitanții de azil sunt persoane care au solicitat oficial azil într-o altă țară și care încă așteaptă o decizie oficială cu privire la statutul lor. După ce primesc un răspuns pozitiv din partea guvernului gazdă, ei vor fi considerați în mod legal refugiați. Diferența este că refugiații, ca și cetățenii țării gazdă, au dreptul la educație, sănătate și servicii sociale, în timp ce solicitanții de azil nu au.
De exemplu, majoritatea refugiaților și migranților care au sosit în Europa începând din 2015 și până la mijlocul anului 2016 au fost cazați în centre de tranzit supraaglomerate și în așezări improprii, unde confidențialitatea și accesul la servicii de educație și sănătate au fost adesea limitate. În unele centre de cazare din Germania și Suedia, unde solicitanții de azil au rămas până la procesarea cererilor lor, nu erau disponibile spații locuibile separate pentru femei, nici toalete și dușuri separate în funcție de sex.
Copiii minori neînsoțiți se confruntă cu dificultăți deosebite pe parcursul procesului de azil. Sunt două categorii: minori care sunt separați de familiile lor odată ce ajung în țara gazdă și minori care decid să călătorească din țările lor de origine într-o țară străină fără părinte sau tutore. Mai mulți copii călătoresc singuri (aproape 100.000 de copii neînsoțiți în 2015 au depus cereri de azil în 78 de țări). Potrivit lucrării din 2004 a lui J. Bhabha, este mai dificil pentru copiii neînsoțiți decât pentru adulți să obțină azil, deoarece acești copii nu reușesc, de regulă, să găsească o reprezentare legală adecvată și să se întrețină singuri în timpul procesului de solicitare. În Australia, de exemplu, copiii neînsoțiți, care de obicei nu beneficiază de niciun fel de asistență juridică, trebuie să dovedească dincolo de orice îndoială rezonabilă că au nevoie de protecția țării. Mulți copii nu au documentele necesare pentru intrarea legală într-o țară gazdă, evitând adesea autoritățile din cauza fricii de a fi prinși și deportați în țările lor de origine. Fără un statut documentat corespunzător, copiii neînsoțiți se confruntă deseori cu dificultăți în obținerea accesului la educație și la asistență medicală în multe țări. Acești factori îi fac deosebit de vulnerabili la foamete, lipsa adăpostului și exploatarea sexuală și prin muncă. Tinerii strămutați, atât bărbați, cât și femei, sunt vulnerabili la recrutarea în grupuri armate. De asemenea, copiii neînsoțiți pot lucra benevol în locuri de muncă periculoase pentru a-și satisface propriile nevoi de supraviețuire. Unii se pot angaja și în activități criminale sau abuz de droguri și alcool. Fetele, într-o măsură mai mare decât băieții, sunt vulnerabile la exploatarea și abuzul sexual, ambele putând avea efecte de amploare asupra sănătății lor fizice și mintale.

#### Relocarea
Relocarea în țări terțe se referă la transferul refugiaților din țara în care au fugit într-o altă țară care este mai potrivită nevoilor lor și care a acceptat să le acorde o așezare permanentă. În prezent, numărul de locuri disponibile pentru relocare este mai mic decât numărul necesar pentru copiii pentru care această măsură ar fi cea mai potrivită.
În 1980 Statele Unite au înființat Programul pentru minori refugiați neînsoțiți cu scopul de a sprijini copiii neînsoțiți pentru relocare. Biroul de Relocare a Refugiaților (ORR) al Departamentului de Securitate Internă lucrează în prezent cu furnizorii de servicii de stat și locali pentru a oferi copiilor refugiați neînsoțiți servicii de relocare și de îngrijire maternală. Acest serviciu este garantat minorilor refugiați neînsoțiți până la împlinirea vârstei majoratului sau până la reunirea lor cu familiile.
Unele țări europene au implementat programe pentru a sprijini relocarea și integrarea copiilor refugiați. Țările europene care au admis cei mai mulți copii refugiați în 2016 prin relocare au fost Regatul Unit (2.525 de copii refugiați), Norvegia (1.930), Suedia (915) și Germania (595). Împreună, acestea au reprezentat 66% din admiterea copiilor pentru reinstalare în toată Europa. Regatul Unit a stabilit, de asemenea, o nouă inițiativă în 2016 pentru a sprijini relocarea copiilor refugiați vulnerabili din Orientul Mijlociu și Africa de Nord, indiferent de statutul de separare a familiei. S-a raportat în februarie 2017 că acest program a fost parțial suspendat de guvern; programul nu va mai accepta tineri refugiați cu „nevoi complexe”, cum e cazul celor cu dizabilități, până la alte notificări. Copiii refugiați fără însoțitori au un risc mai mare de a prezenta simptome psihiatrice de boli mintale în urma stresului traumatic.:p.9 Ei prezintă mai multe probleme de comportament și suferință emoțională decât copiii refugiați cu îngrijitori.:p.9 Bunăstarea parentală joacă un rol crucial în a permite refugiaților relocați să facă parte dintr-o nouă societate. Dacă un copil este separat de tutorii săi în timpul procesului de relocare, probabilitatea ca el/ea să dezvolte o boală mintală crește.:p.17

## Sănătate
Acest paragraf analizează starea de sănătate a refugiaților în diferitele etape ale experienței lor.

### Nutriție
Copiii refugiați care sosesc în Statele Unite provin adesea din țări cu o prevalență ridicată a subnutriției. Aproape jumătate dintr-un eșantion de copii refugiați care au ajuns în statul american Washington, dintre care majoritatea erau din Irak, Somalia și Birmania, au avea cel puțin o formă de malnutriție. În intervalul de vârstă sub cinci ani, copiii refugiați au avut rate semnificativ mai mari de anemie și de rahitism, precum și o rată mai scăzută a obezității, în comparație cu copiii nerefugiați cu venituri mici.
Cu toate acestea, la scurt timp după ce au ajuns în Statele Unite și în Australia, la mulți dintre copiii refugiați s-a constatat o rată în creștere a supranutriției. Un studiu australian, care evaluează starea nutrițională a 337 de copii din Africa sub-sahariană cu vârsta cuprinsă între 3 și 12 ani, a observat că rata de prevalență a supraponderalității în rândul copiilor refugiați a fost de 18,4%. Rata de prevalență a excesului de greutate și a obezității în rândul copiilor refugiați din Rhode Island a crescut de la 17,3% la măsurarea inițială la prima sosire la 35,4% la măsurarea după trei ani.
Profilurile nutriționale ale copiilor refugiați variază adesea în funcție de țara lor de origine. Un studiu care a implicat copiii refugiați sirieni din taberele de refugiați iordaniene a constatat că aceștia sunt, în medie, mai înclinați să devină supraponderali decât subnutriți acut. Prevalența scăzută a malnutriției acute în rândul acestora a fost atribuită, cel puțin parțial, intervențiilor UNICEF de hrănire a sugarilor și copiilor, precum și distribuirii de tichete alimentare prin Programul Alimentar Mondial (PAM).
Printre refugiații nou sosiți în statul Washington, s-au observat rate semnificativ mai mari de obezitate în rândul copiilor irakieni, în timp ce rate mai mari de rahitism au fost înregistrate în rândul copiilor birmanezi și somalezi. O astfel de variație a profilurilor nutriționale ale copiilor refugiați poate fi explicată prin variația locației refugiaților și a timpului de tranziție.

### Boli contagioase
Bolile transmisibile sunt o problemă omniprezentă cu care se confruntă copiii refugiați din tabere și alte așezări temporare. Guvernele și organizațiile fac eforturi pentru a eradica un număr mare dintre acestea, cum ar fi rujeola, rubeola, diareea și holera. Copiii refugiați ajung adesea în Statele Unite din țări cu o prevalență ridicată a bolilor infecțioase.
Rujeola a reprezentat o cauză majoră a deceselor copiilor în taberele de refugiați și în rândul persoanelor strămutate intern; rujeola agravează, de asemenea, malnutriția și deficitul de vitamina A. Unele țări, precum Kenya, au dezvoltat programe preventive, de identificare și tratare pentru a reduce numărul cazurilor de rujeolă în rândul populației de copii refugiați. În Kenya peste 20 de milioane de copii au fost vaccinați în cadrul unei campanii de imunizare împotriva rujeolei și rubeolei ce s-a desfășurat la nivel național în mai 2016. În 2017, Ministerul Sănătății din Kenya a raportat un grad de vaccinare de rutină de 95% în tabăra de refugiați Dadaab. Începând cu aprilie 2017, ca răspuns la primele cazuri confirmate de rujeolă în tabără, UNICEF și UNCHR au colaborat cu Ministerul Sănătății din Kenya pentru a implementa rapid un program integrat de vaccinare împotriva rujeolei în Dadaab. Campania, care vizează copiii cu vârsta cuprinsă între 6 și 14 ani, include, de asemenea, screening, trimiteri de tratament pentru cazuri de malnutriție, suplimentare cu vitamina A și deparazitare.
Diareea, diareea acută apoasă și holera pot pune, de asemenea, în pericol, viața copiilor. Țări, cum ar fi Bangladesh, au identificat introducerea și dezvoltarea unor deprinderi de igienă și instalații de salubritate adecvate ca soluții potențiale pentru aceste afecțiuni medicale. Un studiu din 2008 care a comparat taberele de refugiați din Bangladesh a raportat că taberele cu facilități sanitare aveau rate de holeră de 16%, în timp ce taberele fără astfel de facilități aveau rate de holeră de aproape trei ori mai mari. Într-o singură săptămână în 2017, au fost raportate 5.011 cazuri de diaree în taberele de refugiați din Cox's Bazar din Bangladesh. Ca răspuns, UNICEF a demarat o campanie de vaccinare împotriva holerei în octombrie 2017, care a durat un an și a vizat toți copiii din tabere. La centrele de sănătate din taberele de refugiați, UNICEF a făcut screening pentru eventualele cazuri de holeră și a furnizat săruri de rehidratare orală. În plus, angajații din domeniul sănătății din comunitate vizitează taberele pentru a transmite informații despre riscurile de diaree acută apoasă, campania de vaccinare împotriva holerei și importanța și necesitatea bunelor practici de igienă.

### Boli necontagioase
În toate etapele experienței refugiaților, copiii refugiați sunt adesea expuși riscului de a dezvolta mai multe boli și afecțiuni netransmisibile, cum ar fi intoxicarea cu plumb, obezitatea, diabetul de tip 2 și cancerul pediatric.
Mulți copii refugiați ajung în țările lor gazdă cu niveluri ridicate de plumb în sânge; alții se confruntă cu această amenințare odată ce au fost relocați. Un studiu publicat în ianuarie 2013 a constatat că nivelul de plumb din sângele copiilor refugiați care tocmai soseseră în statul New Hampshire era de aproximativ două ori mai mare decât nivelul de 10 µg/dl înregistrat la copiii născuți în Statele Unite. Documentele de la Centrul pentru Prevenirea și Controlul Bolilor din Statele Unite au arătat, de asemenea, că aproape 30% din 242 de copii refugiați din New Hampshire au dezvoltat niveluri crescute de plumb în sânge în termen de trei până la șase luni de la sosirea lor în Statele Unite, chiar dacă nivelurile nu s-au dovedit a fi crescute la screening-ul inițial. Conform unui studiu mai recent, copiii refugiați din Massachusetts au șanse de 12 ori mai mari să aibă niveluri de plumb în sânge peste 20 µg/dl la un an după un screening inițial decât copiii nerefugiați de aceeași vârstă și care trăiesc în aceleași comunități.
Un studiu care analizează dosarele medicale ale foștilor refugiați stabiliți în Rochester, New York, între 1980 și 2012, a demonstrat că, după relocare, foștii copii refugiați pot prezenta un risc crescut de obezitate, diabet de tip 2 și hipertensiune arterială.
Mulți copii afgani nu au acces la centrele de diagnostic urban din Pakistan; s-a constatat că cei care au acces suferă de diferite tipuri de cancer. Se estimează că, în cadrul populației de refugiați sirieni din Turcia, între 60 și 100 de copii sunt diagnosticați cu cancer în fiecare an. În general, rata de incidență a cancerelor pediatrice în rândul populației de refugiați sirieni din Turcia a fost similară cu cea a copiilor turci. Studiul a mai remarcat, totuși, că majoritatea copiilor refugiați afectați de cancer au fost diagnosticați atunci când tumora era deja într-un stadiu avansat. Acest lucru ar putea indica faptul că copiii refugiați și familiile lor se confruntă adesea cu obstacole, cum ar fi o diagnosticare deficitară, bariere lingvistice, probleme financiare și sociale în adaptarea la un nou mediu social și cultural.

### Starea de sănătate mintală
În mod tradițional, sănătatea mintală a copiilor care se confruntă cu conflicte este înțeleasă fie în termeni de tulburare de stres posttraumatic (PTSD), fie de stres toxic. Expunerea prelungită și constantă la stres și incertitudine, caracteristică unui mediu de război, poate duce la stres toxic pe care copiii îl exprimă printr-o schimbare a comportamentului ce poate include anxietate, autovătămare, agresivitate sau sinucidere. Un studiu realizat în 2017 în Siria de organizația neguvernamentală Salvați Copiii a stabilit că 84% dintre adulți și majoritatea copiilor consideră că bombardamentele și atacurile în desfășurare sunt principalul factor de stres psihologic, în timp ce 89% au spus că pe măsură ce războiul avansează copiii se tem tot mai mult, iar 80% au spus că aceștia au devenit mai agresivi. Acești factori de stres sunt cauzele principale ale simptomelor descrise mai sus, care duc la diagnosticarea PTSD și de stres toxic, printre alte afecțiuni psihice. Aceste probleme pot fi apoi exacerbate și mai mult de o migrație forțată într-o țară străină și de începutul procesului de stabilire a statutului de refugiat. O analiză a copiilor refugiați în țările cu venituri mari a arătat prevalența PTSD variind de la 19 la 54%, cu o prevalență medie de 36%.
Copiii refugiați sunt extrem de vulnerabili în timpul migrației și reinstalării și pot experimenta efecte patologice pe termen lung, din cauza „procesului de dezvoltare perturbat”. Psihanaliștii din taberele de refugiați au propus ca acestor copii să li se permită să plângă după cultura și țara lor, în ciuda faptului că acolo nu va mai fi niciodată un loc sigur pentru ei din cauza războiului. Această pierdere bruscă a tot ceea ce le era familiar îi expune pe copii la un risc mai mare de disfuncție mintală. În plus, potrivit studiilor, copiii refugiați prezintă o vulnerabilitate mai mare la stres atunci când sunt separați de familiile lor. Studiile efectuate în unitățile de tratament și pe eșantioane mici din comunitate au confirmat că tinerii refugiați prezintă un risc mai mare de tulburări psihopatologice, inclusiv tulburare de stres post-traumatic, depresie, tulburare de conduită și probleme rezultate din abuzul de substanțe. Copiii refugiați care trăiesc în țările cu venituri mari au o prevalență a depresiei de 3 – 30%, cu o prevalență medie de 18%. Cu toate acestea, alte anchete comunitare la scară largă au descoperit că rata tulburărilor psihice în rândul tinerilor imigranți nu este mai mare decât cea a copiilor nativi. Experimentele au arătat și că aceste efecte adverse pot fi prevenite prin factori de protecție adecvați, cum ar fi sprijinul social și respectarea intimității. În plus, strategiile eficiente de adaptare, precum găsirea unui loc de mună și formarea de pseudofamilii, au condus la șanse mai mari de adaptare cu succes a refugiaților. Multe populații de refugiați, în special din Asia de Sud-Est, trec printr-o migrație secundară către comunități mai mari de rude din țările lor de origine, care reprezintă adevărate rețele de sprijin social pentru ei. Cercetările au arătat că reîntregirea familiei, formarea de noi grupuri sociale și grupuri comunitare, serviciile sociale și sprijinul profesional au contribuit la relocarea cu succes a refugiaților.
Refugiații pot fi stigmatizați dacă se confruntă cu deficiențe de sănătate mintală înainte și în timpul integrării lor într-o nouă societate.:p.14 Diferențele dintre valorile părinților și cele ale țării gazdă pot crea o ruptură între copilul refugiat și noua societate.:p. 5 Mai puțină expunere la stigmatizare scade riscul ca acești copii să dezvolte PTSD.:p.14

## Accesul la asistență medicală
Barierele cognitive și structurale fac dificil procesul de a determina ratele și modelele de utilizare a serviciilor medicale destinate copiilor refugiați. O mai bună înțelegere a acestor bariere va ajuta la îmbunătățirea accesului la asistența medicală mintală pentru copiii refugiați și familiile acestora.

### Bariere cognitive și emoționale
Mulți refugiați manifestă neîncredere în figurile oficiale din cauza guvernelor represive din țara lor de origine. Frica de autoritate și lipsa de conștientizare cu privire la problemele de sănătate mintală îi împiedică pe copiii refugiați și pe familiile acestora să solicite ajutor medical.:p.76 Anumite culturi folosesc sisteme informale de sprijin și strategii de auto-îngrijire pentru a face față bolilor mintale, mai degrabă decât să se bazeze pe biomedicină.:p.279 Diferențele lingvistice și culturale complică, de asemenea, înțelegerea de către refugiat a bolilor mintale și a asistenței medicale disponibile.:p.280
Alți factori care îi pot împiedica pe refugiați să caute ajutor medical sunt::p.284
- Frica de discriminare și stigmatizare
- Negarea bolii mintale așa cum este definită în contextul occidental
- Teama de consecințele necunoscute ce ar urma diagnosticului, cum ar fi deportarea, separarea de familie și pierderea copiilor
- Neîncrederea în biomedicina occidentală

### Bariere lingvistice
Pentru toți refugiații sunt disponibile mai multe servicii de traducere, însă doar un număr mic dintre aceste servicii sunt sponsorizate de guvern. Majoritatea sunt oferite de organizațiile comunitare de sănătate, dar există o lipsă de fonduri și de programe disponibile. Deoarece copiii și adolescenții au o capacitate mai mare de a-și însuși limba și practicile culturale ale țării gazdă, ei sunt adesea folosiți ca intermediari lingvistici între furnizorii de servicii și părinții lor. Acest lucru poate duce la creșterea tensiunii în dinamica și ierarhia familiei, unde rolurile sensibile din punct de vedere cultural sunt inversate și tind să destabilizaze normele culturale tradiționale, ceea ce poate crea o ruptură între părinte și copil. Aceste dificultăți provoacă o creștere a depresiei, anxietății și a altor probleme de sănătate mintală la adolescenții refugiați adaptați cultural.
Implicarea activă a altor membri ai familiei sau ai comunității poate cauza probleme atunci când rudele și membrii comunității fie omit fie adaugă neintenționat detalii relevante pentru o îngrijire potrivită. Este unul dintre motivele pentru care practicienii din domeniul sănătății ezită să se bazeze pe membrii comunității, deoarece se încalcă normele de confidențialitate.:p.174 O terță parte prezentă reduce, de asemenea, dorința refugiaților de a avea încredere în medicii lor și de a dezvălui informații importante pentru propria lor stare. La fiecare întâlnire cu asistenții medicali, refugiații pot avea translatori diferiți, ceea ce îngreunează și mai mult acuratețea procesului de obținere a informațiilor personale, deoarece refugiații sunt nevoiți să repete aceeași poveste prin intermediari diferiți, iar gradul de confidențialitate este și mai mult compromis.

### Asistență adecvată din punct de vedere cultural
Îngrijirea adecvată din punct de vedere cultural există atunci când furnizorii de servicii de asistență medicală au fost instruiți special pentru a identifica factorii culturali actuali și potențiali care le ghidează interacțiunile cu pacienții refugiați.:p.524 Se acordă prioritate factorilor sociali și culturali care contribuie la starea de sănătate, dar deseori modelul biomedical tradițional occidental de îngrijire nu reușește să identifice corect acești factori.:p.527
Pentru a oferi refugiaților îngrijire adecvată din punct de vedere cultural, furnizorii de servicii de asistență medicală mintală ar trebui să demonstreze un anumit nivel de înțelegere a contextului istoric și cultural al pacientului și respect pentru anumite obiceiuri culturale relevante (de exemplu: confidențialitate, dinamica de gen, obiceiuri religioase, lipsa abilităților lingvistice).:p.527 Cu cât gradul de receptivitate culturală din structura furnizorului lor de servicii este mai ridicat, cu atât persoanele refugiate vor accesa mai ușor serviciile de sănătate mintală.:p.528
Influența protectoare exercitată de refugiații adulți asupra copiilor și adolescenților aflați în întreținerea lor face puțin probabil ca tinerii refugiați însoțiți de adulți să aibă acces la servicii de sănătate mintală. Doar 10-30% dintre tinerii care au nevoie de servicii de sănătate mintală beneficiază în prezent de terapie și tratament.:p.342 Adolescenții din minoritățile etnice au mai puține șanse să apeleze la servicii de asistență medicală mintală decât tinerii din grupul cultural dominant.
Este mai probabil ca părinții, tutorii și profesorii să raporteze nevoia de ajutor a unui adolescent și să caute sprijin decât adolescentul însuși.:p.348 Minorii refugiați neînsoțiți au mai puține șanse să acceseze servicii de asistență mintală decât cei însoțiți. Formele predominante de suferință psihologică în rândul copiilor și adolescenților refugiați care sunt semnalate și înregistrate medical sunt depresia și anxietatea.:p.347

### Alte impedimente
Alte elemente structurale ce îi pot descuraja pe refugiați sunt:
- Polițe de asigurare complicate pentru statutul de refugiat, care implică anumite costuri ascunse pentru pacienții refugiați.[104]:p.47
- Lipsa transportului[105]:p.600
- Lipsa de conștientizare la scară largă și a accesului la informații despre resursele disponibile[106]:p.77
- Lipsa de cunoaștere a sistemului de sănătate al țării gazdă, amplificată de lipsa intervenției guvernamentale sau comunitare în serviciile de acomodare[107]:p.600

Elemente structurale care reprezintă dificultăți pentru profesioniștii din domeniul sănătății sunt:
- Cazuri numeroase de complicații de sănătate mintală la populațiile de refugiați[108]:p.47
- Lipsa istoricului medical documentat, ceea ce face dificil un tratament adecvat și eficient[108]:p.49
- Timpul limitat: ședințele medicale sunt reduse la o mică fereastră liberă, printre alte programări, ceea ce face dificilă furnizarea de asistență medicală mintală refugiaților[109]:p.93
- Planuri de asigurare complicate, care au drept rezultat o întârziere a compensației financiare pentru furnizorul de asistență medicală[110]:p.174

## Integrarea copiilor cu dizabilități
Copiii cu dizabilități sunt supuși frecvent abuzului fizic și sexual, precum și diverselor forme de exploatare și neglijare. Adesea, aceștia nu sunt doar excluși din educație, dar nici nu li se oferă sprijinul necesar pentru realizarea și atingerea potențialului lor maxim.
În taberele de refugiați și în adăposturile temporare, nevoile copiilor cu dizabilități sunt adesea trecute cu vederea. În special, un studiu care a analizat taberele de refugiați bhutanezi din Nepal, taberele de refugiați birmani din Thailanda, taberele de refugiați somalezi din Yemen, tabăra Dadaab pentru refugiații somalezi din Kenya și taberele pentru persoane strămutate în Sudan și Sri Lanka, a constatat că multe servicii vitale nu au reușit să soluționeze în mod adecvat nevoile specifice ale copiilor cu dizabilități. Potrivit acestui studiu, mamele din Nepal și Yemen nu au beneficiat de hrană adaptată pentru copiii cu paralizie cerebrală și despicătura vălului palatin. Totodată, deși copiii cu dizabilități mergeau la școală în toate țările chestionate, iar taberele de refugiați din Nepal și Thailanda au programe de succes care integrează copiii cu dizabilități în școli, toate celelalte țări chestionate nu au reușit să susțină copiii cu dizabilități pentru a merge la școală. În mod similar, părinții sirieni consultați în timpul unei evaluări pe teren de patru săptămâni efectuate în nordul și estul Libanului în martie 2013 au raportat că, de la sosirea în Liban, copiii lor cu dizabilități nu au frecventat școala sau nu s-au implicat în alte activități educaționale. Și în Iordania, copiii refugiați sirieni cu dizabilități au identificat ca principale impedimente pentru accesul lor la educație lipsa de îngrijire educațională specializată și inaccesibilitatea fizică.
De asemenea, în Regatul Unit se acordă o atenție limitată copiilor refugiați cu dizabilități. În februarie 2017, s-a raportat că guvernul britanic a decis să suspende parțial Schema de relocare a copiilor vulnerabili, care inițial avea să se ocupe de relocarea a 3.000 de copii împreună cu familiile lor din țări din Orientul Mijlociu și Africa de Nord. Ca urmare a acestei suspendări, niciun tânăr cu nevoi complexe, inclusiv cei cu dizabilități și dificultăți de învățare, nu va fi acceptat în program până la o nouă notificare.
De multe ori, țările care acordă ajutor umanitar pot omite copiii refugiați cu dizabilități, deoarece datele despre aceștia sunt limitate. Roberts și Harris (1990) notează că nu există suficiente informații statistice și empirice despre refugiații cu dizabilități în Regatul Unit. Deși în 2013 s-a raportat că 26% dintre toți refugiații sirieni din Iordania aveau aptitudini fizice, intelectuale sau senzoriale incomplet funcționale, astfel de date, pentru copii în mod special, nu există.